# Christian von Fischer
Carl Christian Gottfried Eberhard von Fischer, seit 1846 von Fischer-Treuenfeld (* 12. Februar 1788 in Aschersleben; † 7. Juli 1870 in Bonn), war ein preußischer Generalleutnant.

## Leben
Christian war ein Sohn des Geheimen Hofrats und Ratsmann in Aschersleben Eberhard von Fischer (1742–1798) und dessen Ehefrau Rosine, geborene Temme (1760–1847). Sein Vater war ein Nachkomme u. a. aus der alten Ascherslebener Magistratsfamile von Joachim Ramdohr und hatte am 14. Januar 1789 seine preußische Adelsanerkennung erhalten.

### Militärkarriere
Fischer wurde Mitte Dezember 1800 Kadett in Berlin und am 19. Oktober 1806 als Portopeefähnrich dem 4. Ostpreußischen Reservebataillon der Preußischen Armee überwiesen. Er nahm 1806/07 während des Krieges gegen Frankreich an den Schlachten bei Preußisch Eylau und Friedland teil. Nach dem Tilsiter Frieden wurde er am 1. Januar 1808 zum Sekondeleutnant befördert, musste aber aufgrund der Zugehörigkeit seiner Heimatstadt Aschersleben zum Königreich Westphalen seinen Abschied nehmen und der Westphälischen Armee beitreten. Fischer wurde bei den Chasseurs Carabiniers d’Elite angestellt, stieg 1811 zum Premierleutnant auf und war 1812 während des Russlandfeldzugs Ordonnanzoffizier bei Napoleon. Er nahm an den Schlachten bei Borodino und an der Moskwa teil und erhielt für das Gefecht bei Preobraschensk das Kreuz der Ehrenlegion. Auf dem Rückzug von Moskau erfroren ihm beide Beine, zudem war er leicht verwundet.
Nach Rückkehr in die Heimat und Heilung der erlittenen Erfrierungen und Verwundungen schloss er sich in den Befreiungskriegen erneut der Preußischen Armee an. Fischer wurde im März 1813 als Premierleutnant beim Garnisonsbataillon des 4. Ostpreußischen Infanterie-Regiments angestellt. Als Stabskapitän im Generalstab des I. Armeekorps machte er sich besonders bei der Erstürmung der holländischen Festung Gorkum verdient und erhielt für die Schlacht bei Laon das Eiserne Kreuz II. Klasse.
Nach weiteren Stabs- und Truppenverwendungen wurde Fischer als Oberst 1838 zum Zweiten und 1840 zum Ersten Kommandant der Festung Magdeburg ernannt. Zudem war er 1839/44 Direktor der Divisionsschule der 7. Division des in Magdeburg stationierten IV. Armee-Korps unter Prinz Carl von Preußen. In Magdeburg erwarb sich Fischer, der 1843 anlässlich seines Dienstjubiläums zum Ehrenbürger ernannt und 1844 zum Generalmajor befördert wurde, durch praktische Hilfeleistungen zum Schutz der vom Hochwasser bedrohten Gebiete die Achtung der Bevölkerung.
Am 15. September 1846 erhielt er mit anderen Familienangehörigen die preußische Genehmigung zur Namensführung „von Fischer-Treuenfeld“. Im März 1848 bemühte er sich um einen friedlichen Verlauf der Erhebungen. Am 18. November 1848 wurde Fischer mit dem Charakter als Generalleutnant und Pension zur Disposition gestellt. Seinen Abschied erhielt er am 22. Mai 1849.
Fischer verbrachte seinen Lebensabend in Bonn, wo er sich militärpolitischen und sozialwissenschaftlichen Studien widmete.

### Familie
Fischer heiratete am 27. August 1825 in Kalgen Franziska von Below (1798–1864), Erbtochter des Generalmajors Hans Karl Friedrich Franz von Below. Aus der Ehe gingen mehrere Kinder hervor:
- Franziska (*/† 1826)
- Wanda (1827–1888) ⚭ 1848 Werner Freiherr von und zu Gilsa (1822–1866), preußischer Major
- Oskar (1828–1831)
- Anna (1829–1911) ⚭ 1850 Eugen von Suter († 1879), preußischer Oberstleutnant[2]
- Arthur (1830–1831)
- Lina (1832–1897) ⚭ 1858 Emil von Strombeck († 1897), preußischer Major a. D.
- Victor (1833–1892), Landrat und Geheimer Regierungsrat
- Hugo (1834–1910), preußischer Oberstleutnant, Rechtsritter des Johanniterordens ⚭ 1873 Sara van de Wal (* 1839)
- Franz (1836–1838)